# めざせ!総・楽・天
『めざせ!総・楽・天』（めざせ そうらくてん）は、1996年10月6日（10月5日深夜）から1997年9月28日（9月27日深夜）まで中京テレビで放送されていたバラエティ番組である。

## 概要
名古屋から未来のエンターテイナーを誕生させようというコンセプトで行われていた深夜番組である。若者向けのエンターテインメント情報の紹介を主軸にしていた前番組『キスミスチック'96』から一転して、この番組はお笑い芸人志望者たちを育成することをテーマに展開した。また、スタジオレギュラー陣も大幅に入れ替えられ、この番組からはキャイ〜ンのウド鈴木と天野ひろゆきがレギュラーを務めるようになった。
番組は主に、芸人志望者たちが番組主催の公開オーディションに向けて芸の練習に励む様子を収めたVTRと、それを基にスタジオレギュラー陣がトークを繰り広げるパートによって構成されていた。このVTRとオーディションには、後に全国区でブレイクすることになる青木さやかが23歳当時に参加していた。また、青木やその他のメンバーとともに温泉こんにゃくアクロバットショーを組んでいた松田大輔も参加していた。
このように、番組の内容そのものは前番組とほぼ繋がりが無いものになったが、総合司会は引き続き板谷学が務めていた。また、前番組が実施していた抽選・招待制ライブ「Kiss Miss Live」を「総・楽・天LIVE」と改題した上で引き続き行うなど、断片的な繋がりは見受けられた。エンターテインメント情報の紹介も完全に無くなったわけではなく、メインコーナーの合間合間に挿むようにして行われていた。

## 放送時間
いずれも日本標準時。
- 日曜 0:25 - 1:50 （土曜深夜：1996年10月6日 - 1997年3月30日）
- 日曜 0:25 - 1:25 （土曜深夜：1997年4月6日 - 1997年9月28日） - 日曜1:25枠で『明石家出版』がスタートするのに伴い、放送枠が60分に縮小。

## 出演者

### スタジオレギュラー
- ウド鈴木（キャイ〜ン）
- 天野ひろゆき（キャイ〜ン）
- 泉谷しげる
- 板谷学（当時中京テレビアナウンサー） - 総合司会を担当。
- 本田恵美（当時中京テレビアナウンサー） - エンディングのミニコーナーなどを担当。

### チーム総楽天
- 温泉こんにゃくアクロバットショー - メンバーは5人いたが、番組に出演していたのは青木さやかと松田大輔の2人だけだった。放送後期には、青木のみが「青木さやか劇場」という冠コーナーを与えられて出演し続けていた。
- パー&ナー - この番組に出演したのが縁で放送作家の喰始と知り合い、喰が主宰するWAHAHA本舗に所属した。
- ほか

## 総・楽・天LIVE
雲竜フレックスビル西館5階にあるクラブダイアモンドホールで月に1回ほどの頻度で行われていたライブイベントで、毎回売り出し中のミュージシャンを3組ほど招いて行われていた。その一部始終は番組本編の中で、ライブ出演者へのインタビューなどと併せて放送された。また、土曜未明（金曜深夜）には同名の関連番組『総・楽・天LIVE』が放送されていたが、同番組においても番組主催ライブの模様が放送された。同番組は、番組本編で時間内に放送できなかった分をフォローする意味もあった。

## エピソード
- 青木さやかはその後、共演者に罵声を浴びせかけるなどの慇懃無礼ネタで一躍知られるようになったが、この番組に出演していた当時はアルトリコーダーを吹いた後にシュールなネタを一言つぶやいたり、高速のまばたき芸を披露したりする不思議系漫談がメインだった。その当時の芸風があまりにもブレイク後の芸風とかけ離れているため、『めざましテレビ』などの全国ネット番組でこの番組のVTRが過去の珍しい映像として紹介されることがある。
- また、後に青木が自身の出演番組『幸せの黄色い仔犬』の宣伝を兼ねて『PS』に出演した際にも、この番組のVTRが「12年前の秘蔵映像」「絶対に笑えない衝撃コント」と題して放送された。当該回『PS』のロケでは青木のほかに、当時青木とともに番組に出演していた松田大輔や、青木の出身校の後輩である高橋重憲（当時中京テレビアナウンサー）、そして番組で総合司会を務めていた板谷学らが出演した。

| 中京テレビ 日曜0:25枠                              | 中京テレビ 日曜0:25枠                               | 中京テレビ 日曜0:25枠                                    |
| 前番組                                             | 番組名                                              | 次番組                                                   |
| -------------------------------------------------- | --------------------------------------------------- | -------------------------------------------------------- |
| キスミスチック'96 （1996年4月7日 - 1996年9月29日） | めざせ!総・楽・天 （1996年10月6日 - 1997年9月28日） | キャイ〜ンのギャロンパ （1997年10月5日 - 2000年10月1日） |